# かましん
株式会社かましん（KAMASHIN,inc.）は、栃木県を中心にスーパーマーケットを展開する企業。「スーパーマーケットかましん」の商号で店舗を営業する。オール日本スーパーマーケット協会（AJS）に加盟している。
本社所在地は栃木県宇都宮市宿郷3丁目16番3号。かましん駅東店屋上にある。

## 沿革
- 1872年（明治5年）4月 - 「釜新商店」として創業。食品・荒物・雑貨・靴卸業を行う。
- 1949年（昭和24年）4月 - 株式会社かましん設立[2]。
- 1967年（昭和42年）- 茂木町にスーパーマーケット1号店である茂木店開店[2]。
- 1987年（昭和62年）- 本部を茂木町から宇都宮市に移転[2]。
- 1995年（平成7年）- オール日本スーパーマーケット協会（AJS）に加盟[2]。
- 2004年（平成16年）- ベルモールに移転したイトーヨーカドー宇都宮店の跡地に（初代）カルナ駅東店開店[2]。
- 2005年（平成17年）- 宇都宮市野高谷町（現・ゆいの杜）に清原テクノ店開店。本部を清原台から野高谷町に移転[2]。
- 2007年（平成19年）- 県外初の店舗となる下館店が茨城県筑西市に開店[2]。
- 2019年（令和元年）- 清原テクノ店を改装し、ゆいの杜店としてリニュアルオープン[2]。
- 2020年（令和2年）7月9日 - カルナ駒生店開店[2]。
- 2021年（令和3年）
  - 4月1日 - 日光ランドマーク店開店[2]。
  - 11月4日 -（2代目）カルナ駅東店開店、本部を同店内に移転[2][3]。
- 2022年（令和4年）3月10日 - カルナ市貝店開店[2][4]。

## 過去に存在した店舗

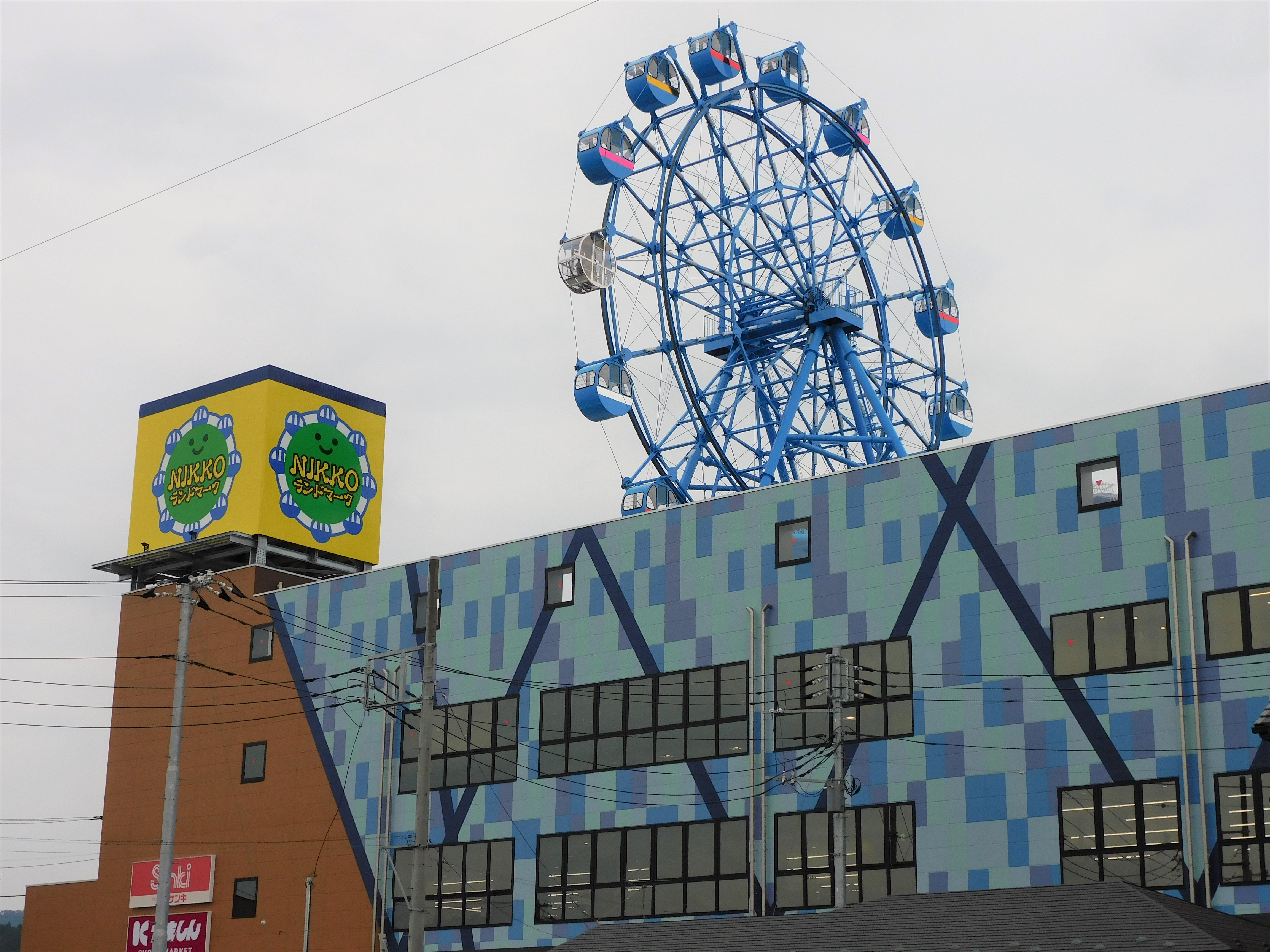
再出店した日光ランドマーク店

- 茂木店（栃木県芳賀郡茂木町茂木5。1967年（昭和42年）開店 - 2011年（平成23年）3月11日閉店)
かましん1号店。東日本大震災により甚大な被害を受け、長期休業の末に閉店した。実質的にもぴあ店へ統合という形になった。
- 今市店（栃木県日光市今市、2001年（平成13年）開店[2] - 2021年（令和3年）閉店）
長崎屋今市店の跡地に開業した「ショッピングプラザ日光」の核店舗として出店[5][6]。老朽化による建て替えにより一旦閉店し、2021年（令和3年）に「日光ランドマーク店」として再出店した[7]
- （初代）カルナ駅東店（宇都宮市宿郷町633-2、2004年（平成16年）開店[2] - 2019年6月閉店[3]）
建替えのため閉店[8]。
- 市貝西店（市貝町赤羽、2022年2月27日閉店[4]）
店舗老朽化のため閉店。